# Pize'
Pize' este o arie protejată (arie specială de conservare — SAC, sit de importanță comunitară — SCI) din Italia întinsă pe o suprafață de 16 ha, integral pe uscat.

## Localizare
Centrul sitului Pize' este situat la coordonatele 46°02′00″N 11°15′26″E / 46.0332°N 11.2571°E.

## Înființare
Situl Pize' a fost declarat sit de importanță comunitară în iunie 1995 pentru a proteja 7 specii de animale. Situl a fost protejat și ca arie specială de conservare în martie 2014.

## Biodiversitate
Situată în ecoregiunea alpină, aria protejată conține 3 habitate naturale: Liziere de ierburi înalte hidrofile de câmpie și de nivel montan până la alpin, Păduri aluvionare cu Alnus glutinosa și Fraxinus excelsior (Alno-Padion, Alnion incanae, Salicion albae), Fânețe de joasă altitudine (Alopecurus pratensis, Sanguisorba officinalis).
La baza desemnării sitului se află mai multe specii protejate:
- păsări (6): lăcar-de-mlaștină (Acrocephalus palustris), stârc cenușiu (Ardea cinerea), sfrâncioc roșiatic (Lanius collurio), gaia neagră (Milvus migrans), ciocănitoare verzuie (Picus canus), cristei de baltă (Rallus aquaticus)
- nevertebrate (1): Austropotamobius pallipes

Pe lângă speciile protejate, pe teritoriul sitului au mai fost identificate 9 specii de plante, 2 specii de amfibieni, 9 specii de mamifere, 1 specie de nevertebrate, 6 specii de reptile.